# 辻美菜
辻 美菜（1980年12月19日 - ）は、日本の女性ファッションモデル。
株式会社アリス・イン・ワンダーランド所属。

## 出演

### 雑誌
- Bellna
- KELLY
- GOLF Travel

### CM
- JR東海
- アスナル金山

### TV
- スカパー
- CJプライムショッピング

### スチール
- アルペン
- ブラザー工業
- セキスイハイム
- NTT Docomo
- トヨタ自動車
- メナード化粧品